# Niclas Burenhult
Niclas Burenhult, född 1969, är en svensk docent i allmän språkvetenskap vid Språk- och litteraturcentrum vid Lunds universitet.
Burenhult har tidigare forskat vid Max Planck-institutet för psykolingvistik i Nijmegen. Han är en ledande expert på aslispråken, en grupp austroasiatiska språk som talas på Malackahalvön.
Burenhult tilldelades år 2019 Einar Hansens Forskningspris.